# 마달라 알오라얀
마달라 알리 알올라얀(아랍어: مد الله علي العليان, Madallah Ali Al-Olayan, 1994년 8월 25일 ~ )는 사우디아라비아의 축구 선수로 포지션은 오른쪽 풀백이다.

## 수상

### 클럽
알타아원
- 킹스컵 : 2019

알힐랄
- 사우디 프로 리그 : 2019–20, 2020–21
- 킹스컵 : 2019–20
- AFC 챔피언스 리그 : 2021